# Zoo City
A Zoo City egy 2010-ben megjelent urban fantasy regény Lauren Beukes tollából. A Zoo City megjelenése óta számos díjat bezsebelt, köztük a 2011-es Arthur C. Clarke-díjat és a 2010-es Kitschies Red Tentacle-díjat legjobb regény kategóriában. Az angol kiadás borítója elnyerte a BSFA-díjat „művészet” kategóriában és jelölték regény kategóriában is. A World Fantasy díjra is jelölték, hazájában pedig több más díjat is elnyert.
Sikerére való tekintettel már a filmrendezők érdeklődését is felkeltette. 2011 novemberében Helena Spring szerezte meg a Zoo City megfilmesítésének jogait, aki maximálisan közreműködik Beukesszal. Az írónőre hagyta a forgatókönyv megírását is, a rendezést pedig több, különböző rendezőre bízza. A film még nem készült el.
A regény az Ad Astra jóvoltából jelent meg magyarul 2012-ben, a kiadó egyik indulócímeként.

## Cselekmény
|  | Alább a cselekmény részletei következnek! |

A regény Johannesburgban játszódik, egy olyan világban, mellyel egyesültek a természetfeletti erők. A főszereplő egy újságírónő, Zinzi December, aki egy Lajhárral kénytelen leélni az életét. Zinzi különleges képességét - képes elveszett tárgyakat felkutatni - illegálisan kamatoztatja, plusz bevétel fejében. Egyszer azonban Zinzit egy neves producer, Odysseus Huron bízza meg egy eltűnt popsztár felkutatásával. Kalandjai során egyre inkább kezdi átlátni, hogy Zoo Cityben (Hillbrow) több sötét titok lappang, mint azt korábban hitték.

### Elállatosodás
Az elállatosodás egy rejtélyes jelenség a regény világában, amely az egész Földön felütötte a fejét. Azokat sújtja, akik életük során megölték legalább egy embertársukat. Az állatok élő lelkiismeretként élik mindennapjaikat a gazdájukkal, és felruházzák őket bizonyos parapszichológiai képességekkel. A képességek ára viszont a társadalomból való kirekesztettség és megvetés. Az állatok élettartama jóval hosszabb az emberekénél, de ők sem halhatatlanok. Erőszakkal elpusztíthatók, de ha egy állat meghal, az emberre is tragikus sors vár.
|  | Itt a vége a cselekmény részletezésének! |

## Alkotói folyamat és aZoo Citybesorolása
Miközben Beukes az Angry Robot kiadónak írta a Moxyland című regényét, már dolgozott egy későbbi könyvén is. A Moxylandet négy évig írta, a Zoo City viszont csak egy évet vett igénybe. Utóbbihoz végzett kutatásai közben jutott el Hillbrowba, és nagy hatást tettek rá a körülmények, ezért elhatározta, hogy regénye ebben a környezetben fog játszódni.
A Zoo City rengeteg elemből építkezik. Habár több science fiction díjat is elnyert, mégsem nevezhető tudományos irodalomnak. Használják rá a „fantazmagorikus noir” kifejezést is, de elterjedtebb rá az urban fantasy használata.

## Magyarul
- Zoo city; ford. Körmendi Ágnes; Ad Astra, Bp., 2012

## Díjak és elismerések
- Arthur C Clarke-díj (legjobb regény, 2011)[6][7][8][9]
- Kitschies Red Tentacle-díj (legjobb regény, 2010)[10]
- BSFA-díj (borító kategória, a regényt pedig jelölték, de alulmaradt Ian McDonald A dervisház című regényével szemben, 2011)[11][12]
- A Johannesburgi Egyetem „kreatív író” díja (2010-2011)[13]
- M-Net Literary-díj (angol változat, 2011)[14]
- Nielsen's Booksellers' Choice-díj (2011)[15]
- Sunday Times Fiction-díj (jelölés, 2011)[16]
- World Fantasy díj (jelölés, 2011)[17]